# العلاقات الباهاماسية التونسية
العلاقات الباهاماسية التونسية هي العلاقات الثنائية التي تجمع بين باهاماس وتونس.

## مقارنة بين البلدين
هذه مقارنة عامة ومرجعية للدولتين:
| وجه المقارنة                                              | باهاماس      | تونس                                       |
| --------------------------------------------------------- | ------------ | ------------------------------------------ |
| المساحة (كم2)                                             | 13.88 ألف    | 163.61 ألف                                 |
| عدد السكان (نسمة)                                         | 395.36 ألف   | 11.53 مليون                                |
| الكثافة السكانية (ن./كم²)                                 | 28.48        | 70.47                                      |
| العاصمة                                                   | ناساو        | تونس                                       |
| اللغة الرسمية                                             | لغة إنجليزية | اللغة العربية                              |
| العملة                                                    | دولار بهامي  | دينار تونسي                                |
| الناتج المحلي الإجمالي (بليون دولار)                      | 12.16 مليار  | 40.26 مليار                                |
| الناتج المحلي الإجمالي (تعادل القوة الشرائية) بليون دولار | 8.92 مليار   | 129.05 مليار                               |
| الناتج المحلي الإجمالي الاسمي للفرد دولار أمريكي          | 22.82 ألف    | 3.87 ألف                                   |
| الناتج المحلي الإجمالي للفرد دولار أمريكي                 |              | 11.44 ألف                                  |
| مؤشر التنمية البشرية                                      | 0.790        | 0.721                                      |
| رمز المكالمات الدولي                                      | +1242        | +216                                       |
| رمز الإنترنت                                              | .bs          | .tn                                        |
| المنطقة الزمنية                                           | 00           | ت ع م+01:00، توقيت وسط أوروبا، ت ع م+02:00 |

## منظمات دولية مشتركة
يشترك البلدان في عضوية مجموعة من المنظمات الدولية، منها:
| علم المنظمة | اسم المنظمة                               | تاريخ انضمام باهاماس | تاريخ انضمام تونس |
| ----------- | ----------------------------------------- | -------------------- | ----------------- |
|             | يونسكو                                    | 23 أبريل 1981        | 8 نوفمبر 1956     |
|             | الفريق المعني برصد الأرض                  | ?                    | ?                 |
|             | مؤسسة التمويل الدولية                     | 8 ديسمبر 1986        | 25 يوليو 1962     |
|             | المركز الدولي لتسوية المنازعات الاستشارية | 18 نوفمبر 1995       | 14 أكتوبر 1966    |
|             | منظمة حظر الأسلحة الكيميائية              | ?                    | ?                 |
|             | مؤسسة التنمية الدولية                     | 23 يونيو 2008        | 30 ديسمبر 1960    |
|             | وكالة ضمان الاستثمار متعدد الأطراف        | 4 أكتوبر 1994        | 7 يونيو 1988      |
|             | الاتحاد البريدي العالمي                   | ?                    | ?                 |
|             | الاتحاد الدولي للاتصالات                  | 19 أغسطس 1974        | 14 ديسمبر 1956    |
|             | منظمة الشرطة الجنائية الدولية             | ?                    | ?                 |
|             | الأمم المتحدة                             | 18 سبتمبر 1973       | 12 نوفمبر 1956    |
|             | البنك الدولي للإنشاء والتعمير             | 21 أغسطس 1973        | 14 أبريل 1958     |

## وصلات خارجية
- موقع وزارة الخارجية التونسية